# 史米诺早熟禾
史米诺早熟禾（学名：Poa smirnowii）为禾本科早熟禾属下的一个种。